# Rufo y Carponio
Los santos Rufo y Carponio, también conocido como Carpone, Carpóforo, martirizados y muertos hacia 295, fueron cristianos martirizados en Capua durante el reinado de Diocleciano.  Sus Actas afirman que Rufo era diácono.
Un San Rufo para la fiesta del 27 de agosto aparece también como Rufino en el "Martyrologium Hieronymianum". Se dice que el otro san Rufo sufrió con un compañero, Carponio, en la persecución de Diocleciano hacia 304 d. C. 
Su día de fiesta es el 27 de agosto.